# Уханов, Алексей Александрович
Алексей Александрович Уханов (1930 — 1988) — передовик советского железнодорожного транспорта, машинист локомотивного депо Вологда Северной железной дороги, Вологодская область, Герой Социалистического Труда (1959).

## Биография
Родился в 1930 году в деревне Стралёво Вологодского района Северного края (ныне — Вологодской области).
Работать начал рано, в 12 лет трудоустроился в колхоз. В 1948 году стал работать на железной дороге. Сначала кочегаром, позже помощник машиниста, машинист, старший машинист паровоза. Получил среднее специальное образование. С 1958 года являлся членом КПСС.
В 1962 году стал работать машинистом тепловоза локомотивного депо Вологда Северной железной дороги. Постоянно находился в числе передовиков отрасли.    
Указом Президиума Верховного Совета СССР от 16 января 1974 года за достижение высоких показателей в деле развития железнодорожного транспорта Алексею Александровичу Уханову было присвоено звание Героя Социалистического Труда с вручением ордена Ленина и медали «Серп и Молот». 
Избирался депутатом Верховного Совета СССР 8-го и 9-го созывов. 
Проживал в городе Вологде. Умер в 1988 году. 

## Награды
- золотая звезда «Серп и Молот» (16.01.1974)
- два ордена Ленина (14.08.1966, 16.01.1974)
- Орден Октябрьской Революции (04.05.1971)
- другие медали.
- Почётный железнодорожник.